# سفری برای یک لبخند
سفری برای یک لبخند (لهستانی: Podróż za jeden uśmiech) یک مجموعهٔ تلویزیونی لهستانی ویژهٔ کودکان و نوجوانان است که در سال ۱۹۷۲ منتشر شد.

## گزیدهٔ بازیگران
- هنریک گوونبیفسکی
- فیلیپ ووبوجینسکی
- آلینا یانوفسکا
- لِـشِک خِـردِگِن
- زیگمونت کِـنستوویچ
- یان ماخولسکی
- ماژنا تریباوا
- یادویگا خودنایتسکا
- یژی سنوتا
- کریستینا بوروویچ
- یانوش کوئوشینسکی
- ویتولد اسکاروخ
- بوگوسواف سوخناتسکی
- یاروسواف اسکولسکی
- میه‌چیسواف وُیت
- هانا اسکارژانکا
- لیدیا کورساکوونا
- هنریک بانک
- یژی تورِک
- ایرنا کارِل
- الکساندرا زاویه‌روشانکا
- تادئوش پلوچینسکی
- هالینا کوسوبودزکا
- ادموند فتینگ
- ریشارد پیتروسکی
- بولسواف پوتنیکی
- تِـرِسا اشمیگیلوونا
- تِـرِسا ایژفسکا
- یوآنا دوخنوفسکا